# Ся Ман
 Ман  (спрощ.: 芒; кит. трад.: 芒; піньїнь: Máng) — дев'ятий правитель держави Ся, наступник свого батька Ся Хуая.

## Загальні відомості
Місце народження невідоме. Його батько, Ся Хуай, був минулим володарем країни. Ім'я та походження матері залишаються загадкою. 
Коронований у м. Реншен (壬申). Під час святкування інавгурації роздавав дорогоцінні нефрити всім своїм васалам.
На тридцять третьому році правління його шанський васал Жіхай (子亥) переніс столицю з міста Шанцю до міста Інь. У цей час Ман рибачив у Східнокитайському морі та спіймав великий улов.
Син та наступник трону: Се.